# ソニー・VISION-S

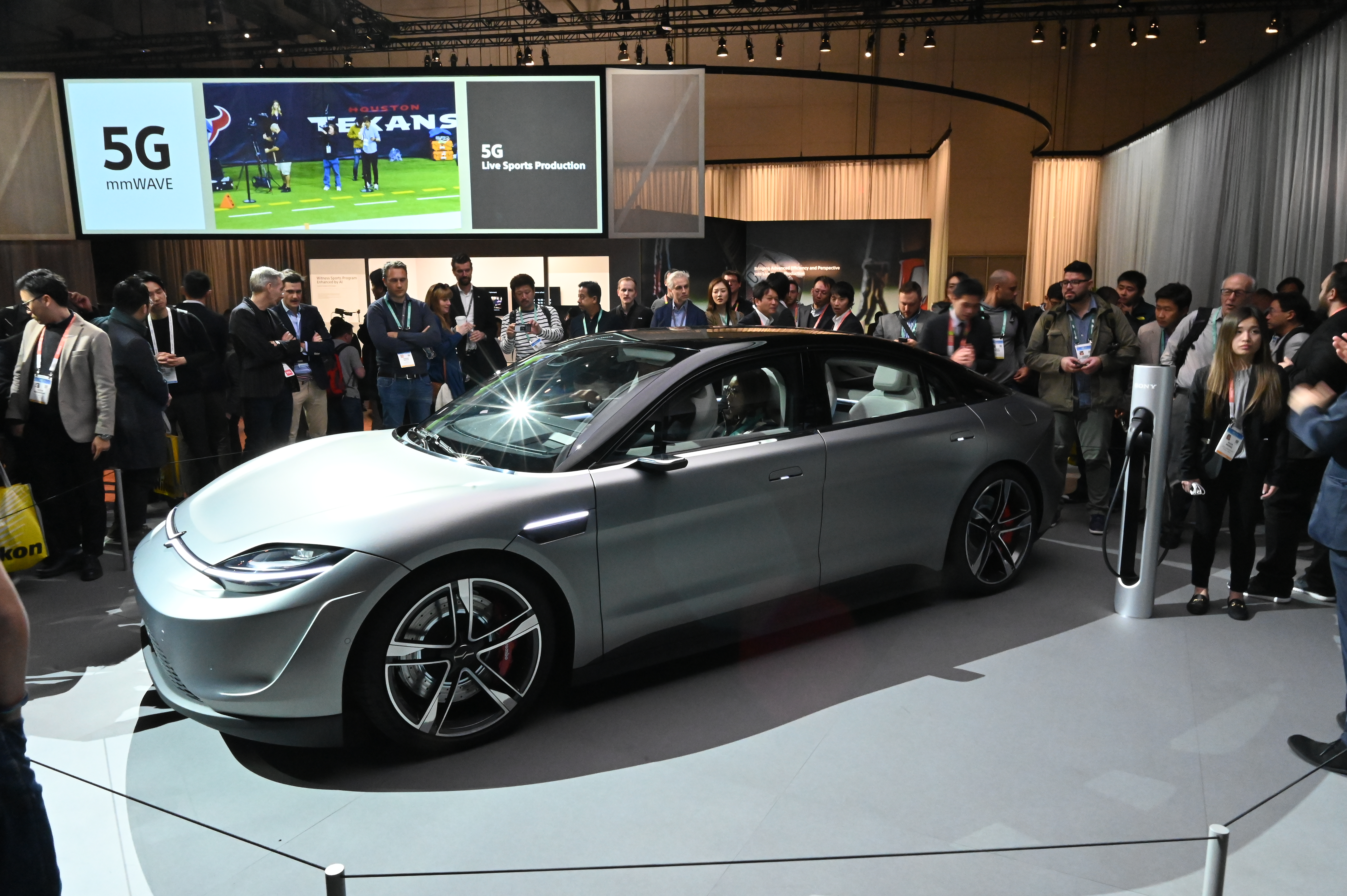
ソニー・VISION-S

ソニー・VISION-S（ソニー・ビジョン エス）は、ソニーが制作したコンセプトカーである。2020年にラスベガスで開催されたConsumer Electronics Show(CES)で、VISION-Sコンセプトとして発表された。
2022年に2番目のコンセプトがVISION-S 02として発表された際、当初のコンセプトはVISION-S 01と遡及的に改名された。

## 概要
VISION-Sはソニー・AIロボティクスビジネスグループが、ボッシュ、コンチネンタル、マグナ・インターナショナル、NVIDIA、 Qualcommなどの複数の企業と共同で設計したもので、車内外に設置された33種類のセンサー、複数のワイドスクリーン、360 Reality Audio、クラウドを活用したネットワークへの常時接続などを特徴とする。